# Список призёров летних Олимпийских игр 1972
XX летние Олимпийские игры проводились в Мюнхене (ФРГ) с 26 августа по 10 сентября 1972 года.

## Медалисты

### Академическая гребля[1]
| Дисциплина                      | Золото | Серебро | Бронза |
| ------------------------------- | --- | --- | --- |
| Одиночки                        | Юрий Малышев СССР | Альберто Демидди Аргентина | Вольфганг Гюльденпфеннинг ГДР |
| Двойки парные                   | СССР · Александр Тимошинин · Геннадий Коршиков                                                                                               | Норвегия · Франк Хансен · Свейн Тёгерсен | ГДР · Йоахим Бёмер · Ханс-Ульрих Шмид |
| Двойки распашные без рулевого   | ГДР · Зигфрид Брицке · Вольфганг Магер | Швейцария · Хайнрих Фишер · Альфред Бахман | Нидерланды · Рул Рёйненбюрг · Рюд Стоквис |
| Двойки распашные с рулевым      | ГДР · Вольфганг Гункель · Йорг Лукке · Клаус-Дитер Нойберт                                                                                   | Чехословакия · Олдржих Свояновский · Павел Свояновский · Владимир Петршичек                                                                         | Румыния · Штефан Тудор · Петре Чапура · Ладислау Ловренски |
| Четвёрки распашные без рулевого | ГДР · Дитер Шуберт · Франк Форбергер · Дитер Гран · Франк Рюле                                                                               | Новая Зеландия · Дик Тонкс · Дадли Стори · Росс Коллиндж · Ноуэл Миллс                                                                              | ФРГ · Йоахим Эриг · Петер Фуннекёттер · Франц Хельд · Вольфганг Плоттке                                                                                           |
| Четвёрки распашные с рулевым    | ФРГ · Петер Бергер · Ханс-Йохан Фербер · Герхард Ауэр · Алоис Бирль · Уве Бентер                                                             | ГДР · Экхард Мартенс · Дитрих Цандер · Райнхард Густ · Рольф, Йобст · Клаус-Дитер Людвиг                                                            | Чехословакия · Отакар Маречек · Карел Неффе · Владимир Петршичек · Франтишек Провазник · Владимир Янош                                                            |
| Восьмёрки                       | Новая Зеландия · Тони Хёрт · Вибо Велдман · Дик Джойс · Джон Хантер · Линдси Уилсон · Атол Эрл · Тревор Кокер · Гари Робертсон · Саймон Дики | США · Джин Клапп · Франклин Хоббс · Билл Хоббс · Пол Хоффман · Клив Ливингстон · Майкл Ливингстон · Тимоти Микельсон · Питер Реймонд · Лоренс Терри | ГДР · Манфред Шнайдер · Хартмут Шрайбер · Дитмар Шварц · Йорг Ландфойгт · Хайнрих Медеров · Манфред Шморде · Ханс-Йоахим Борцим · Харольд Димке · Бернд Ландфойгт |

### Бадминтон

#### Мужчины
| Разряд    | Золото                                      | Серебро                           | Бронза                                                                               |
| --------- | ------------------------------------------- | --------------------------------- | ------------------------------------------------------------------------------------ |
| Одиночный | Руди Хантоно · Индонезия                    | Свенд При · Дания                 | Вольфганг Бочов · ФРГ · Стуре Йонсон · Швеция                                        |
| Парный    | Аде Чандра, · Кристиан Хадината · Индонезия | Бан Би, · Пунч Гуналан · Малайзия | Вилли Браун, · Роланд Майвалд · ФРГ · Эллиот Стюарт, · Дерек Тэлбот · Великобритания |

#### Женщины
| Разряд        | Золото                                         | Серебро                          | Бронза                                                                               |
| ------------- | ---------------------------------------------- | -------------------------------- | ------------------------------------------------------------------------------------ |
| Одиночный     | Норико Накаяма · Япония                        | Утами Деви · Индонезия           | Хироя Юки · Япония · Джиллиан Гикс · Великобритания                                  |
| Парный, микст | Дерек Тэлбот, · Джиллиан Гикс · Великобритания | Свенд При, · Улла Странд · Дания | Кристиан Хадината, · Утами Деви · Индонезия · Роланд Майвалд, · Бриджит Стеден · ФРГ |

### Баскетбол
| Золото | Серебро | Бронза |
| СССР Анатолий Поливода · Модестас Паулаускас · Зураб Саканделидзе · Алжан Жармухамедов · Александр Болошев · Иван Едешко · Сергей Белов · Михаил Коркия · Иван Дворный · Геннадий Вольнов · Александр Белов · Сергей Коваленко | США Кеннет Дейвис · Дуглас Коллинз · Том Хендерсон · Майк Бантом · Бобби Джонс · Дуайт Джонс · Джеймс Форбс · Джим Брюэр · Томми Бёрлсон · Том Макмиллен · Кевин Джойс · Эд Рэтлефф | Куба Хуан Домеск · Руперто Эрерра · Хуан Рока · Педро Чаппе · Мигель Альварес Посо · Рафаэль Канисарес · Конрадо Перес · Мигель Кальдерон · Томас Эрерра · Оскар Варона · Алехандро Урхеллес · Франклин Стандарт |

### Бокс[6]
| Категория   | Золото                      | Серебро                  | Бронза                       |
| До 48 кг    | Дьёрдь Гедо Венгрия         | Ким У Гиль КНДР          | Ральф Эванс Великобритания   |
| До 48 кг    | Дьёрдь Гедо Венгрия         | Ким У Гиль КНДР          | Энрике Родригес Испания      |
| До 51 кг    | Георгий Костадинов Болгария | Лео Рвабвого Уганда      | Лешек Блажиньский Польша     |
| До 51 кг    | Георгий Костадинов Болгария | Лео Рвабвого Уганда      | Дуглас Родригес Куба         |
| До 54 кг    | Орландо Мартинес Куба       | Альфонсо Самора Мексика  | Джордж Тёрпин Великобритания |
| До 54 кг    | Орландо Мартинес Куба       | Альфонсо Самора Мексика  | Рикардо Каррерас США         |
| До 57 кг    | Борис Кузнецов СССР         | Филип Варуинге Кения     | Клементе Рохас Колумбия      |
| До 57 кг    | Борис Кузнецов СССР         | Филип Варуинге Кения     | Андраш Ботош Венгрия         |
| До 60 кг    | Ян Щепаньский Польша        | Ласло Орбан Венгрия      | Самуэль Мбугуа Кения         |
| До 60 кг    | Ян Щепаньский Польша        | Ласло Орбан Венгрия      | Альфонсо Перес Колумбия      |
| До 63,5 кг  | Рэй Силс США                | Ангел Ангелов Болгария   | Иссака Даборе Нигер          |
| До 63,5 кг  | Рэй Силс США                | Ангел Ангелов Болгария   | Звонимир Вуин Югославия      |
| До 67 кг    | Эмилио Корреа Куба          | Янош Кайди Венгрия       | Джесси Вальдес США           |
| До 67 кг    | Эмилио Корреа Куба          | Янош Кайди Венгрия       | Ричард Мурунга Кения         |
| До 71 кг    | Дитер Коттиш ФРГ            | Веслав Рудковский Польша | Петер Типольд ГДР            |
| До 71 кг    | Дитер Коттиш ФРГ            | Веслав Рудковский Польша | Алан Минтер Великобритания   |
| До 75 кг    | Вячеслав Лемешев СССР       | Рейма Виртанен Финляндия | Принс Амартей Гана           |
| До 75 кг    | Вячеслав Лемешев СССР       | Рейма Виртанен Финляндия | Марвин Джонсон США           |
| До 81 кг    | Мате Парлов Югославия       | Хильберто Каррильо Куба  | Исаак Ихурия Нигерия         |
| До 81 кг    | Мате Парлов Югославия       | Хильберто Каррильо Куба  | Януш Гортат Польша           |
| Свыше 81 кг | Теофило Стивенсон Куба      | Ион Алексе Румыния       | Хассе Томсен Швеция          |
| Свыше 81 кг | Теофило Стивенсон Куба      | Ион Алексе Румыния       | Петер Хуссинг ФРГ            |

### Борьба[7]

#### Греко-римская борьба
| Категория    | Золото                      | Серебро                    | Бронза                    |
| До 48 кг     | Георге Берчану Румыния      | Рахим Алиабади Иран        | Стефан Ангелов Болгария   |
| До 52 кг     | Петр Киров Болгария         | Коитиро Хираяма Япония     | Джузеппе Боньянни Италия  |
| До 57 кг     | Рустем Казаков СССР         | Ханс-Юрген Вейль ФРГ       | Ристо Бьёрлин Финляндия   |
| До 62 кг     | Георги Мырков Болгария      | Хайнц-Хельмут Велинг ГДР   | Казимеж Липень Польша     |
| До 68 кг     | Шамиль Хисамутдинов СССР    | Стоян Апостолов Болгария   | Джан Маттео Ранци Италия  |
| До 74 кг     | Витезслав Маха Чехословакия | Петрос Галактопулос Греция | Ян Карлссон Швеция        |
| До 82 кг     | Чаба Хегедюш Венгрия        | Анатолий Назаренко СССР    | Милан Ненадич Югославия   |
| До 90 кг     | Валерий Резанцев СССР       | Йосип Чорак Югославия      | Чеслав Квециньский Польша |
| До 100 кг    | Николае Мартинеску Румыния  | Николай Яковенко СССР      | Ференц Кишш Венгрия       |
| Свыше 100 кг | Анатолий Рощин СССР         | Александр Томов Болгария   | Виктор Долипски Румыния   |

#### Вольная борьба
| Категория    | Золото                  | Серебро                      | Бронза                |
| До 48 кг     | Роман Дмитриев СССР     | Огнян Николов Болгария       | Эбрахим Джавади Иран  |
| До 52 кг     | Киёми Като Япония       | Арсен Алахвердиев СССР       | Ким Гван Хён КНДР     |
| До 57 кг     | Хидэаки Янагида Япония  | Ричард Сандерс США           | Ласло Клинга Венгрия  |
| До 62 кг     | Загалав Абдулбеков СССР | Вехби Акдаг Турция           | Иван Крыстев Болгария |
| До 68 кг     | Дэн Гейбл США           | Кикуо Вада Япония            | Руслан Ашуралиев СССР |
| До 74 кг     | Уэйн Уэллс США          | Ян Карлссон Швеция           | Адольф Зегер ФРГ      |
| До 82 кг     | Леван Тедиашвили СССР   | Джон Петерсон США            | Василе Йорга Румыния  |
| До 90 кг     | Бенджамин Петерсон США  | Геннадий Страхов СССР        | Карой Байко Венгрия   |
| До 100 кг    | Иван Ярыгин СССР        | Хорлоогийн Баянмунх Монголия | Йожеф Чатари Венгрия  |
| Свыше 130 кг | Александр Медведь СССР  | Осман Дуралиев Болгария      | Крис Тейлор США       |

### Велоспорт[8]

#### Шоссейные гонки
| Дисциплина      | Золото                                                                  | Серебро                                                                   | Бронза         |
| Групповая гонка | Хенни Кёйпер Нидерланды                                                 | Кевин Сефтон Австралия                                                    | нет обладателя |
| Командная гонка | СССР · Валерий Ярды · Геннадий Комнатов · Валерий Лихачёв · Борис Шухов | Польша · Рышард Шурковский · Эдвард Барцик · Луцьян Лис · Станислав Шозда | нет обладателя |

#### Гонки на треке
| Дисциплина                         | Золото                                                             | Серебро                                                              | Бронза                                                                  |
| Гит с места, 1 км                  | Нильс Фредборг Дания                                               | Дэнни Кларк Австралия                                                | Юрген Щутце ГДР                                                         |
| Спринт                             | Даниэль Морелон Франция                                            | Джон Николсон Австралия                                              | Омар Пхакадзе СССР                                                      |
| Индивидуальная гонка преследования | Кнут Кнудсен Норвегия                                              | Ксавер Курманн Швейцария                                             | Ханс Лутц ФРГ                                                           |
| Тандем                             | СССР · Владимир Семенец · Игорь Целовальников                      | ГДР · Юрген Гешке · Вернер Отто                                      | Польша · Анджей Бек · Бенедикт Коцот                                    |
| Командная гонка преследования      | ФРГ · Гюнтер Шумахер · Юрген Коломбо · Гюнтер Харитц · Удо Хемпель | ГДР · Уве Унтервальдер · Томас Хушке · Хайнц Рихтер · Херберт Рихтер | Великобритания · Уильям Мур · Майкл Беннетт · Иан Хэллем · Рональд Кибл |

### Водное поло[11]
|         | Золото | Серебро | Бронза |
| Мужчины | СССР · Алексей Баркалов · Анатолий Акимов · Александр Долгушин · Вадим Гуляев · Александр Древаль · Александр Кабанов · Николай Мельников · Леонид Осипов · Вячеслав Собченко · Владимир Жмудский · Александр Шидловский | Венгрия · Андраш Боднар · Тибор Червеньяк · Иштван Дьёргени · Тамаш Фараго · Золтан Кашаш · Ференц Конрад · Иштван Магаш · Денеш Почик · Ласло Шароши · Эндре Мольнар · Иштван Сивош-младший | США · Питер Эш · Стивен Барнетт · Брюс Брэдли · Стэнли Коул · Джеймс Фергюсон · Эрик Линдрот · Джон Паркер · Гэри Ширер · Джеймс Слэттон · Расселл Уэбб · Барри Вайценбергер |

### Воднолыжный спорт

#### Мужчины
| Дисциплина       | Золото                | Серебро             | Бронза                                               |
| ---------------- | --------------------- | ------------------- | ---------------------------------------------------- |
| Слалом           | Роби Дзукки · Италия  | Вайне Гримдиш · США | Жан-Мишель Жамин · Франция · Хейки Оламо · Финляндия |
| Фигурное катание | Рикки МакКормик · США | Вайне Гримдиш · США | Карл-Хайнц Бензингер ФРГ                             |
| Прыжки на лыжах  | Рикки МакКормик · США | Макс Хофер · США    | Хаген Кли ФРГ                                        |

#### Женщины
| Дисциплина       | Золото                   | Серебро                  | Бронза                 |
| ---------------- | ------------------------ | ------------------------ | ---------------------- |
| Слалом           | Лиз Аллен-Четтер · США   | Вилли Стэле · Нидерланды | Пат Месснер · Канада   |
| Фигурное катание | Вилли Стэле · Нидерланды | Кей Турлов · Австралия   | Сильви Мориа · Франция |
| Прыжки на лыжах  | Сильви Мориа · Франция   | Кей Турлов · Австралия   | Лиз Аллен-Четтер · США |

### Волейбол[12]
|         | Золото | Серебро | Бронза |
| Женщины | СССР · Людмила Борозна · Людмила Булдакова · Татьяна Гонобоблева · Вера Дуюнова (Галушка) · Наталья Кудрева · Галина Леонтьева · Инна Рыскаль · Роза Салихова · Татьяна Сарычева · Нина Смолеева · Татьяна Третьякова (Поняева) · Любовь Тюрина | Япония · Тоёко Ивахара · Такако Иида · Кацуми Мацумура · Марико Окамото · Сумиэ Оинума · Сэйко Симакагэ · Митико Сиокава · Такако Сираи · Макико Фурукава · Кэйко Хама · Яэко Ямадзаки · Норико Ямасита | КНДР · Ли Чхон Ок · Ким Мён Сук · Ким Джон Бок · Кан Ок Сон · Ким Ён Джа · Хван Хе Сук · Чан Ок Лим · Пэк Мён Сук · Ём Чхон Джа · Ким Су Дэ · Чон Ок Джин                                                             |
| Мужчины | Япония · Тадаёси Ёкота · Кэндзи Кимура · Масаюки Минами · Дзюнго Морита · Юдзо Накамура · Кацутоси Нэкода · Тэцуо Нисимото · Ясухиро Ногути · Сэйдзи Око · Тэцуо Сато · Кэндзи Симаока · Ёсихидэ Фукао                                          | ГДР · Вольфганг Вебнер · Вольфганг Вайзе · Вольфганг Лёве · Вольфганг Майбом · Юрген Мауне · Хорст Петер · Экехард Питч · Хорст Хаген · Райнер Чарке · Зигфрид Шнайдер · Арнольд Шульц · Руди Шуман     | СССР · Виктор Борщ · Вячеслав Домани · Леонид Зайко · Владимир Кондра · Валерий Кравченко · Евгений Лапинский · Владимир Паткин · Юрий Поярков · Владимир Путятов · Александр Сапрыкин · Юрий Старунский · Ефим Чулак |

### Гандбол[13]
| Дисциплина | Золото | Серебро | Бронза |
| ---------- | --- | --- | --- |
| Гандбол    | Югославия Абаз Арсланагич · Петар Файфрич · Хрвое Хорват · Милорад Каралич · Дорде Лаврнич · Милан Лазаревич · Здравко Миляк · Слободан Мишкович · Бранислав Покраяц · Небойша Попович · Мирослав Прибанич · Албин Видович · Зоран Зивкович · Зденко Зорко | Чехословакия Ладислав Бенеш · Франтишек Бруна · Владимир Хабер · Владимир Яри · Иржи Каван · Арношт Климчик · Ярослав Конечны · Франтишек Кралик · Индрич Крепидл · Винсент Лафко · Андрей Лукошик · Павел Микеш · Петр Поспишил · Иван Сатрапа · Зденек Шкара · Ярослав Шкарван · | Румыния Штефан Бирталан · Косма, Адриан · Марин Дан · Александру Динча · Кристиан Гату · Георге Груя · Роланд Гуннеш · Габриэль Киксид · Гицэ Лику · Корнел Пену · Валентин Самунги · Симион Шобель · Вернер Штокль · Константин Тидоси · Раду Война · |

### Гребля на байдарках и каноэ[17]

#### Гребной слалом

##### Мужчины
| Дисциплина        | Золото                                   | Серебро                               | Бронза                                   |
| ----------------- | ---------------------------------------- | ------------------------------------- | ---------------------------------------- |
| Каноэ-одиночки    | Райнхард Айбен ГДР                       | Райнхольд Каудер ФРГ                  | Джеймс Макьюан США                       |
| Каноэ-двойки      | ГДР · Рольф-Дитер Аменд · Вальтер Хофман | ФРГ · Бернд Бауэс · Ханс-Отто Шумахер | Франция · Жан-Луи Ольри · Жан-Клод Ольри |
| Байдарки-одиночки | Зигберт Хорн ГДР                         | Норберт Заттлер Австрия               | Харальд Гимпель ГДР                      |

##### Женщины
| Дисциплина        | Золото             | Серебро             | Бронза                  |
| ----------------- | ------------------ | ------------------- | ----------------------- |
| Байдарки-одиночки | Ангелика Баман ГДР | Гизела Гротхаус ФРГ | Магдалена Вундерлих ФРГ |

#### Гребля на байдарках и каноэ

##### Мужчины
| Дисциплина                 | Золото                                                                   | Серебро                                                                      | Бронза                                                               |
| -------------------------- | ------------------------------------------------------------------------ | ---------------------------------------------------------------------------- | -------------------------------------------------------------------- |
| Каноэ-одиночка — 1000 м    | Иван Пацайкин Румыния                                                    | Тамаш Вихман Венгрия                                                         | Детлеф Леве ФРГ                                                      |
| Каноэ-двойка — 1000 м      | СССР · Владас Чесюнас · Юрий Лобанов                                     | Румыния · Сергей Ковалёв · Иван Пацайкин                                     | Болгария · Федя Дамянов · Иван Бурчин                                |
| Байдарка-одиночка — 1000 м | Александр Шапаренко СССР                                                 | Рольф Петерсон Швеция                                                        | Геза Чапо Венгрия                                                    |
| Байдарка-двойка — 1000 м   | СССР · Николай Горбачев · Виктор Кратасюк                                | Венгрия · Йожеф Деме · Янош Раткаи                                           | Польша · Владислав Шушкевич · Рафал Пищ                              |
| Байдарка-четвёрка — 1000 м | СССР · Юрий Филатов · Валерий Диденко · Владимир Морозов · Юрий Стеценко | Румыния · Аурел Вернеску · Роман Вартоломеу · Атанасие Счотник · Михай Зафиу | Норвегия · Эгиль Сёбю · Стейнар Амундсен · Туре Бергер · Ян Йохансен |

##### Женщины
| Дисциплина                | Золото                                     | Серебро                              | Бронза                                      |
| ------------------------- | ------------------------------------------ | ------------------------------------ | ------------------------------------------- |
| Байдарка-одиночка — 500 м | Юлия Рябчинская СССР                       | Мике Япис Нидерланды                 | Анна Пфеффер Венгрия                        |
| Байдарка-двойка — 500 м   | СССР · Людмила Пинаева · Екатерина Курышко | ГДР · Ильзе Кашубе · Петра Грабовски | Румыния · Мария Никифоров · Вьорика Думитру |

### Дзюдо[18]
| Категория            | Золото                  | Серебро                       | Бронза                                                  |
| -------------------- | ----------------------- | ----------------------------- | ------------------------------------------------------- |
| До 63 кг             | Такао Кавагути Япония   | Отсутствует                   | Ким Ён Ик КНДР Жан-Жак Мунье Франция                    |
| До 70 кг             | Тоёкадзу Номура Япония  | Антоний Зайковский Польша     | Дитмар Хётгер ГДР Анатолий Новиков СССР                 |
| До 80 кг             | Синобу Сэкинэ Япония    | О Сын Нип Республика Корея    | Жан-Поль Кош Франция Брайан Джэкс Великобритания        |
| До 93 кг             | Шота Чочишвили СССР     | Дэвид Старбрук Великобритания | Пауль Барт ФРГ Тиаки Исии Бразилия                      |
| Свыше 93 кг          | Виллем Рюска Нидерланды | Клаус Глан ФРГ                | Мотоки Нисимура Япония Гиви Онашвили СССР               |
| Абсолютная категория | Виллем Рюска Нидерланды | Виталий Кузнецов СССР         | Жан-Клод Брондани Франция Анджело Паризи Великобритания |

### Конный спорт[20]
| Вид                            | Золото                                                                           | Серебро                                                              | Бронза                                                                             |
| ------------------------------ | -------------------------------------------------------------------------------- | -------------------------------------------------------------------- | ---------------------------------------------------------------------------------- |
| Выездка Личное первенство      | Лизелотт Линзенхофф ФРГ                                                          | Елена Петушкова на Пепле СССР                                        | Йозеф Неккерман ФРГ                                                                |
| Выездка Командное первенство   | СССР · Иван Калита на Тарифе · Иван Кизимов на Ихоре · Елена Петушкова на Пепле  | ФРГ · Лизелотт Линзенхофф · Йозеф Неккерман · Карин Шлютер           | Швеция · Улла Хоканссон · Нинна Своб · Мауд фон Русен                              |
| Троеборье Личное первенство    | Ричард Мид Великобритания                                                        | Алессандро Арджентон Италия                                          | Ян Йонссон Швеция                                                                  |
| Троеборье Командное первенство | Великобритания · Ричард Мид · Мэри Гордон-Уотсон · Бриджет Паркер · Марк Филлипс | США · Брюс Дэвидсон · Кевин Фриман · Майкл Пламб · Джеймс Уоффорд    | ФРГ · Харри Клугман · Людвиг Гёссинг · Карл Шульц · Хорст Карстен                  |
| Конкур Личное первенство       | Грациано Манчинелли на Амбассадоре Италия                                        | Энн Мур на Псалме Великобритания                                     | Нил Шапиро на Слупи США                                                            |
| Конкур Командное первенство    | ФРГ · Фриц Лиггес · Хартвиг Штенкен · Герхард Вильтфанг · Ханс Гюнтер Винклер    | США · Фрэнсис Чэпот · Кэтрин Каснер · Нил Шапиро · Уильям Штайнкраус | Италия · Раймондо Д’Инцео · Пьеро Д’Инцео · Витторио Орланди · Грациано Манчинелли |

### Лёгкая атлетика[21]

#### Мужчины
| Дисциплины       | Золото                                                                | Золото       | Серебро                                                                        | Серебро   | Бронза                                                                  | Бронза    |
| ---------------- | --------------------------------------------------------------------- | ------------ | ------------------------------------------------------------------------------ | --------- | ----------------------------------------------------------------------- | --------- |
| 100 м            | Борзов, Валерий · СССР                                                | 10,14        | Тэйлор, Роберт · США                                                           | 10,24     | Миллер, Леннокс · Ямайка                                                | 10,33     |
| 200 м            | Борзов, Валерий · СССР                                                | 20,00        | Блэк, Лэрри · США                                                              | 20,19     | Меннеа, Пьетро · Италия                                                 | 20,30     |
| 400 м            | Мэттьюз, Винсент · США                                                | 44,66        | Коллетт, Уэйн · США                                                            | 44,80     | Джулиус Санг · Кения                                                    | 44,92     |
| 800 м            | Уоттл, Дэвид · США                                                    | 1:45,86      | Аржанов, Евгений · СССР                                                        | 1:45,89   | Бойт, Майк · Кения                                                      | 1:46,01   |
| 1500 м           | Васала, Пекка · Финляндия                                             | 3:36,33      | Кейно, Кип · Кения                                                             | 3:36,81   | Диксон, Род · Новая Зеландия                                            | 3:37,46   |
| 5000 м           | Вирен, Лассе · Финляндия                                              | 13:26,42 OR  | Мохаммед Гаммуди · Тунис                                                       | 13:27,33  | Стюарт, Иан · Великобритания                                            | 13:27,61  |
| 10 000 м         | Вирен, Лассе · Финляндия                                              | 27:38,35 WR  | Эмиль Путтеманс · Бельгия                                                      | 27:39,58  | Ифтер, Мирус · Эфиопия                                                  | 27:40,96  |
| Марафон          | Шортер, Фрэнк · США                                                   | 2:12:19,8    | Лисмонт, Карел · Бельгия                                                       | 2:14:31,8 | Волде, Мамо · Эфиопия                                                   | 2:15:08,4 |
| 110 м с/б        | Милбэрн, Род · США                                                    | 13,24 WR     | Дрю, Ги · Франция                                                              | 13,34     | Хилл, Том · США                                                         | 13,48     |
| 400 м с/б        | Акии-Буа, Джон · Уганда                                               | 47,82 WR     | Манн, Ральф · США                                                              | 48,51     | Хемери, Дэвид · Великобритания                                          | 48,52     |
| 3000 м с/пр,     | Кейно, Кип · Кения                                                    | 8:23,64 OR   | Джипчо, Бен · Кения                                                            | 8:24,62   | Кантанен, Тапио · Финляндия                                             | 8:24,66   |
| Эстафета 4×100 м | США · Блэк, Ларри · Тэйлор, Роберт · Тинкер, Джеральд · Харт, Эдди    | 38,19 WR     | СССР · Корнелюк, Александр · Ловецкий, Владимир · Юрий Силов · Борзов, Валерий | 38,50     | ФРГ Хиршт, Йобст Клоц, Карлхайнц Вухерер, Герхард Эль, Клаус            | 38,79     |
| Эстафета 4×400 м | Кения · Асати, Чарльз · Ньямау, Муньоро · Оуко, Роберт · Джулиус Санг | 2:59,83      | Великобритания · Мартин Рейнольдс · Алан Пэско · Дэвид Хемери · Дэвид Дженкинс | 3:00,46   | Франция · Бертоль, Жиль · Веласкес, Роже · Кербирю, Франсис · Каре, Жак | 3:00,65   |
| Ходьба 20 км     | Френкель, Петер · ГДР                                                 | 1:26:42,4 OR | Голубничий, Владимир · СССР                                                    | 1:26:55,2 | Рейманн, Ханс-Георг · ГДР                                               | 1:27:16,6 |
| Ходьба 50 км     | Канненберг, Бернд ФРГ                                                 | 3:56:11,6    | Вениамин Солдатенко · СССР                                                     | 3:58:24,0 | Янг, Лэрри · США                                                        | 4:00:46,0 |
| Прыжки в высоту  | Тармак, Юри · СССР                                                    | 2,23         | Юнге, Стефан · ГДР                                                             | 2,21      | Стоунз, Дуайт · США                                                     | 2,21      |
| Прыжки с шестом  | Нордвиг, Вольфганг · ГДР                                              | 5,50 OR      | Сигрен, Боб · США                                                              | 5,40      | Джонсон, Ян · США                                                       | 5,35      |
| Прыжки в длину   | Уильямс, Рэнди · США                                                  | 8,24         | Баумгартнер, Ханс ФРГ                                                          | 8,18      | Робинсон, Арни · США                                                    | 8,03      |
| Тройной прыжок   | Санеев, Виктор · СССР                                                 | 17,35w       | Дремель, Йорг · ГДР                                                            | 17,31     | Пруденсио, Нельсон · Бразилия                                           | 17,05     |
| Толкание ядра    | Комар, Владислав · Польша                                             | 21,18 OR     | Вудс, Джордж · США                                                             | 21,17     | Бризеник, Хартмут · ГДР                                                 | 21,14     |
| Метание диска    | Данек, Людвик · Чехословакия                                          | 64,40        | Сильвестер, Джей · США                                                         | 63,50     | Рики Брух · Швеция                                                      | 63,40     |
| Метание молота   | Анатолий Бондарчук · СССР                                             | 75,50 OR     | Заксе, Йохен · ГДР                                                             | 74,96     | Хмелевский, Василий · СССР                                              | 74,04     |
| Метание копья    | Вольферман, Клаус ФРГ                                                 | 90,48 OR     | Лусис, Янис · СССР                                                             | 90,46     | Шмидт, Билл · США                                                       | 84,42     |
| Десятиборье      | Авилов, Николай · СССР                                                | 8454 WR      | Литвиненко, Леонид · СССР                                                      | 8035      | Катус, Ришард · Польша                                                  | 7984      |

#### Женщины
| Дисциплина      | Золото                                                                | Золото       | Серебро                                                                       | Серебро | Бронза                                                                         | Бронза  |
| --------------- | --------------------------------------------------------------------- | ------------ | ----------------------------------------------------------------------------- | ------- | ------------------------------------------------------------------------------ | ------- |
| 100 м           | Штехер, Ренате · ГДР                                                  | 11,07 WR     | Бойль, Рэлен · Австралия                                                      | 11,23   | Чибас, Сильвия · Куба                                                          | 11,24   |
| 200 м           | Штехер, Ренате · ГДР                                                  | 22,40 =WR    | Бойль, Рэлен · Австралия                                                      | 22,45   | Шевиньска, Ирена · Польша                                                      | 22,74   |
| 400 м           | Церт, Моника · ГДР                                                    | 51,08        | Вильден, Рита ФРГ                                                             | 51,21   | Хэммонд, Кэти · США                                                            | 51,64   |
| 800 м           | Фальк, Хильдегард ФРГ                                                 | 1:58,55 (OR) | Сабайте, Ниёле · СССР                                                         | 1:58,65 | Хоффмейстер, Гунхильд · ГДР                                                    | 1:59,19 |
| 1500 м          | Брагина, Людмила · СССР                                               | 4:01,38 WR   | Хоффмейстер, Гунхильд · ГДР                                                   | 4:02,83 | Пиньи, Паола · Италия                                                          | 4:02,85 |
| 100 м c/б       | Эрхардт, Аннели · ГДР                                                 | 12,59 WR     | Валерия Буфану Румыния                                                        | 12,84   | Блэйзер Карин · ГДР                                                            | 12,90   |
| 4 × 100 м       | ФРГ Краузе, Кристиане Беккер, Ингрид Рихтер, Аннегрет Розендаль Хейде | 42,81        | ГДР · Кауфер, Эвелин · Хейниш, Кристина · Струпперт, Барбель · Штехер, Ренате | 42,95   | Куба · Элехарде, Марлен · Вальдес, Кармен · Ромэй, Фульгенсия · Чибас, Сильвия | 43,36   |
| 4 × 400 м       | ГДР · Дагмар Кёслинг · Рита Кюне · Хельга Зайдлер · Моника Церт       | 3:22,95      | США · Фергерсон, Мейбл · Мэннинг, Мэделайн · Туссэ, Черил · Хэммонд, Кэти     | 3:25,15 | ФРГ Рюккес, Анетте Бёддинг, Инге Фальк, Хильдегард Вильден, Рита               | 3:26,51 |
| Прыжки в длину  | Розендаль, Хейде ФРГ                                                  | 6,78         | Диана Йоргова · Болгария                                                      | 6,77    | Шуранова, Ева · Чехословакия                                                   | 6,67    |
| Прыжки в высоту | Мейфарт, Ульрике ФРГ                                                  | 1,92 =WR     | Благоева, Йорданка · Болгария                                                 | 1,88    | Гузенбауэр, Илона · Австрия                                                    | 1,85    |
| Толкание ядра   | Чижова, Надежда · СССР                                                | 21,03 WR     | Гуммель, Маргитта · ГДР                                                       | 20,22   | Иванка Христова · Болгария                                                     | 19,35   |
| Метание диска   | Фаина Мельник · СССР                                                  | 66,62 OR     | Арджентина Менис Румыния                                                      | 65,06   | Стоева, Василька · Болгария                                                    | 64,34   |
| Метание копья   | Рут Фукс · ГДР                                                        | 63,88 OR     | Тодтен, Жакелин · ГДР                                                         | 62,54   | Шмидт, Кейт · США                                                              | 59,94   |
| Пятиборье       | Питерс, Мэри · Великобритания                                         | 4801 WR      | Розендаль, Хейде ФРГ                                                          | 4791    | Поллак, Бурглинде · ГДР                                                        | 4768    |

### Парусный спорт[22]
|                                                        | Золото                                                 | Серебро                                                             | Бронза                                            |
| Дракон Килевая яхта 23 яхты в классе                   | Австралия · Джон Канео · Том Андерсон · Джон Шоу       | ГДР · Пауль Боровски · Конрад Вайхерт · Карл-Хайнц Тун              | США · Дональд Коэн · Чарльз Хортер · Джон Маршалл |
| Летучий голландец двухместный швертбот 29 яхт в классе | Великобритания · Родни Пэттиссон · Кристофер Дэвис     | Франция · Ив Пажо · Марк Пажо                                       | ФРГ Ульрих Либор Петер Науман                     |
| Финн одноместный швертбот 35 яхт в классе              | Франция · Серж Мори                                    | Греция · Илиас Хатципавлис                                          | СССР · Виктор Потапов                             |
| Солинг трехместная килевая яхта 26 яхт в классе        | США · Бадди Мелджес · Уильям Брюс Бентсен · Билл Аллен | Швеция · Стиг Виннестрём · Бу Кнапе · Леннарт Рослунд · Стефан Крук | Канада · Дэвид Миллер · Джон Икелс · Пол Котэ     |
| Звёздный двухместная килевая яхта 18 яхт в классе      | Австралия · Дэвид Джон Форбс · Джон Андерсон           | Швеция · Пелле Петтерссон · Стеллан Вестердаль                      | ФРГ Вильгельм Кувайде Карстен Майер               |
| Темпест двухместная килевая яхта 21 яхта в классе      | СССР · Валентин Манкин · Виталий Дырдыра               | Великобритания · Алан Уоррен · Дэвид Хант                           | США · Глен Фостер · Питер Дин                     |

### Плавание[23]

#### Мужчины
| Дисциплина                       | Золото                                                          | Серебро                                                                                      | Бронза |
| -------------------------------- | --------------------------------------------------------------- | -------------------------------------------------------------------------------------------- | --- |
| 100 м вольным стилем             | Марк Спитц США                                                  | Джерри Хайденрайх США                                                                        | Владимир Буре СССР                                                                                                |
| 200 м вольным стилем             | Марк Спитц США                                                  | Стив Джентер США                                                                             | Вернер Лампе ФРГ                                                                                                  |
| 400 м вольным стилем             | Брэдфорд Купер Австралия                                        | Стив Джентер США                                                                             | Том Макбрин США                                                                                                   |
| 1500 м вольным стилем            | Майк Бёртон США                                                 | Грэхам Виндитт Австралия                                                                     | Дуг Нортуэй США                                                                                                   |
| 100 м на спине                   | Роланд Маттес ГДР                                               | Майк Стамм США                                                                               | Джон Мёрфи США |
| 200 м на спине                   | Роланд Маттес ГДР                                               | Майк Стамм США                                                                               | Митч Иви США |
| 100 м брассом                    | Нобутака Тагути Япония                                          | Том Брюс США                                                                                 | Джон Хенккен США                                                                                                  |
| 200 м брассом                    | Джон Хенккен США                                                | Дэвид Вилки Великобритания                                                                   | Нобутака Тагути Япония                                                                                            |
| 100 м баттерфляем                | Марк Спитц США                                                  | Брюс Робертсон Канада                                                                        | Джерри Хайденрайх США                                                                                             |
| 200 м баттерфляем                | Марк Спитц США                                                  | Гэри Холл-старший США                                                                        | Робин Бэкхаус США                                                                                                 |
| 200 м комплексным плаванием      | Гуннар Ларссон Швеция                                           | Тим Макки США                                                                                | Стив Фёрнисс США                                                                                                  |
| 400 м комплексным плаванием      | Гуннар Ларссон Швеция                                           | Тим Макки США                                                                                | Андраш Харгитай Венгрия                                                                                           |
| Эстафета 4×100 м вольным стилем  | США · Марк Спитц · Дэвид Эдгар · Джерри Хайденрайх · Джон Мёрфи | СССР · Владимир Буре · Виктор Абоимов · Игорь Гривенников · Виктор Мазанов · Георгий Куликов | ГДР · Роланд Маттес · Вильфрид Хартунг · Луц Унгер · Петер Брух                                                   |
| Эстафета 4×200 м вольным стилем  | США · Стив Джентер · Джон Кинселла · Фред Тайлер · Марк Спитц   | ФРГ · Ханс-Йоахим Фаснахт · Вернер Лампе · Клаус Штайнбах · Ханс Фосселер                    | СССР · Игорь Гривенников · Владимир Буре · Георгий Куликов · Виктор Мазанов · Виктор Абоимов · Александр Самсонов |
| Эстафета 4×100 м комбинированная | США · Том Брюс · Джерри Хайденрайх · Майк Стамм · Марк Спитц    | ГДР · Роланд Маттес · Клаус Катцур · Хартмут Флёкнер · Луц Унгер                             | Канада · Брюс Робертсон · Эрик Фиш · Вильям Махони · Роберт Кастинг                                               |

#### Женщины
| Дисциплина                       | Золото                                                             | Серебро                                                                | Бронза                                                                |
| -------------------------------- | ------------------------------------------------------------------ | ---------------------------------------------------------------------- | --------------------------------------------------------------------- |
| 100 м вольным стилем             | Сандра Нейлсон США                                                 | Ширли Бабашофф США                                                     | Шейн Гоулд Австралия                                                  |
| 200 м вольным стилем             | Шейн Гоулд Австралия                                               | Ширли Бабашофф США                                                     | Кина Ротхаммер США                                                    |
| 400 м вольным стилем             | Шейн Гоулд Австралия                                               | Новелла Каллигарис Италия                                              | Гудрун Вегнер ГДР                                                     |
| 800 м вольным стилем             | Кина Ротхаммер США                                                 | Шейн Гоулд Австралия                                                   | Новелла Каллигарис Италия                                             |
| 100 м на спине                   | Мелисса Белоут США                                                 | Андреа Дьярмати Венгрия                                                | Сьюзи Этвуд США                                                       |
| 200 м на спине                   | Мелисса Белоут США                                                 | Сьюзи Этвуд США                                                        | Донна Гурр Канада                                                     |
| 100 м брассом                    | Кейти Карр США                                                     | Галина Степанова СССР                                                  | Беверли Уайтфилд Австралия                                            |
| 200 м брассом                    | Беверли Уайтфилд Австралия                                         | Дана Шёнфилд США                                                       | Галина Степанова СССР                                                 |
| 100 м баттерфляем                | Маюми Аоки Япония                                                  | Росвита Байер ГДР                                                      | Андреа Дьярмати Венгрия                                               |
| 200 м баттерфляем                | Карен Моэ США                                                      | Линн Колелла США                                                       | Элли Даниэль США                                                      |
| 200 м комплексным плаванием      | Шейн Гоулд Австралия                                               | Корнелиа Эндер ГДР                                                     | Линн Видали США                                                       |
| 400 м комплексным плаванием      | Гэйл Нилл Австралия                                                | Лесли Клифф Канада                                                     | Новелла Каллигарис Италия                                             |
| Эстафета 4×100 м вольным стилем  | США · Ширли Бабашофф · Джейн Баркмен · Дженни Кемп · Сэнди Нильсон | ГДР · Габриле Вецко · Андреа Айфе · Корнелиа Эндер · Эльке Земиш       | ФРГ · Гудрун Бекман · Хайдемари Райнек · Ангела Штайнбах · Ютта Вебер |
| Эстафета 4×100 м комбинированная | США · Мелисса Белоте · Кейти Карр · Дина Диардёрфф · Сэнди Нильсон | ГДР · Кристине Хербст · Ренате Фогель · Корнелиа Эндер · Росвита Байер | ФРГ · Гудрун Бекман · Хайдемари Райнек · Френи Эберле · Сильке Пилен  |

### Прыжки в воду[24]

#### Мужчины
| Дисциплина   | Золото               | Серебро                  | Бронза                   |
| ------------ | -------------------- | ------------------------ | ------------------------ |
| Трамплин 3 м | Владимир Васин СССР  | Джорджио Каньотто Италия | Крэйг Линкольн США       |
| Вышка 10 м   | Клаус Дибиаси Италия | Ричард Райдз США         | Джорджио Каньотто Италия |

#### Женщины
| Дисциплина   | Золото               | Серебро                     | Бронза           |
| ------------ | -------------------- | --------------------------- | ---------------- |
| Трамплин 3 м | Микки Кинг США       | Ульрика Кнапе Швеция        | Марина Янике ГДР |
| Вышка 10 м   | Ульрика Кнапе Швеция | Милена Духкова Чехословакия | Марина Янике ГДР |

### Современное пятиборье[25]
| Дисциплина                   | Золото                                                 | Серебро                                               | Бронза                                                    |
| ---------------------------- | ------------------------------------------------------ | ----------------------------------------------------- | --------------------------------------------------------- |
| Мужчины Личное первенство    | Андраш Бальцо Венгрия                                  | Борис Онищенко СССР                                   | Павел Леднёв СССР                                         |
| Мужчины Командное первенство | СССР · Борис Онищенко · Павел Леднев · Владимир Шмелёв | Венгрия · Андраш Бальцо · Жигмонд Вилланьи · Пал Бако | Финляндия · Ристо Хурме · Вейкко Салминен · Мартти Кетеля |

### Спортивная гимнастика[26]

#### Мужчины
| Дисциплина            | Золото | Серебро | Бронза                                                                                            |
| --------------------- | --- | --- | ------------------------------------------------------------------------------------------------- |
| Командное первенство  | Япония · Савао Като · Эйдзо Кэммоцу · Сигэру Касамацу · Акинори Накаяма · Мицуо Цукахара · Тэруити Окамура | СССР · Николай Андрианов · Михаил Воронин · Виктор Клименко · Александр Малеев · Эдуард Микаелян · Владимир Щукин | ГДР · Юрген Пеке · Маттиас Бреме · Вольфганг Клоц · Клаус Кёсте · Райнхард Рихли · Вольфганг Тюне |
| Абсолютное первенство | Савао Като Япония                                                                                          | Эйдзо Кэммоцу Япония                                                                                              | Акинори Накаяма Япония                                                                            |
| Вольные упражнения    | Николай Андрианов СССР                                                                                     | Акинори Накаяма Япония                                                                                            | Сигэру Касамацу Япония                                                                            |
| Конь                  | Виктор Клименко СССР                                                                                       | Савао Като Япония                                                                                                 | Эйдзо Кэммоцу Япония                                                                              |
| Кольца                | Акинори Накаяма Япония                                                                                     | Михаил Воронин СССР                                                                                               | Мицуо Цукахара Япония                                                                             |
| Опорный прыжок        | Клаус Кёсте ГДР                                                                                            | Виктор Клименко СССР                                                                                              | Николай Андрианов СССР                                                                            |
| Брусья                | Савао Като Япония                                                                                          | Сигэру Касамацу Япония                                                                                            | Эйдзо Кэммоцу Япония                                                                              |
| Перекладина           | Мицуо Цукахара Япония                                                                                      | Савао Като Япония                                                                                                 | Сигэру Касамацу Япония                                                                            |

#### Женщины
| Дисциплина            | Золото | Серебро | Бронза                                                                                             |
| --------------------- | --- | --- | -------------------------------------------------------------------------------------------------- |
| Командное первенство  | СССР · Любовь Бурда · Тамара Лазакович · Ольга Корбут · Антонина Кошель · Эльвира Саади · Людмила Турищева | ГДР · Эрика Цухольд · Рихарда Шмайсер · Кристина Шмитт · Ирене Абель · Ангелика Кайлиг-Хелльман · Карин Янц | Венгрия · Илона Бекеши · Моника Часар · Марта Келемен · Анико Кери · Кристина Медвецки · Жужа Надь |
| Абсолютное первенство | Людмила Турищева СССР                                                                                      | Карин Янц ГДР                                                                                               | Тамара Лазакович СССР                                                                              |
| Опорный прыжок        | Карин Янц ГДР                                                                                              | Эрика Цухольд ГДР                                                                                           | Людмила Турищева СССР                                                                              |
| Брусья                | Карин Янц ГДР                                                                                              | Ольга Корбут СССР Эрика Цухольд ГДР                                                                         | Не присуждалась                                                                                    |
| Бревно                | Ольга Корбут СССР                                                                                          | Тамара Лазакович СССР                                                                                       | Карин Янц ГДР                                                                                      |
| Вольные упражнения    | Ольга Корбут СССР                                                                                          | Людмила Турищева СССР                                                                                       | Тамара Лазакович СССР                                                                              |

### Стрельба[27]
| Дисциплина                                         | Золото                   | Серебро                      | Бронза                     |
| Скоростной пистолет, 25 м                          | Юзеф Запендзкий Польша   | Ладислав Фальта Чехословакия | Виктор Торшин СССР         |
| Пистолет, 50 м                                     | Рагнар Сканокер Швеция   | Даньел Юга Румыния           | Рудольф Доллингер Австрия  |
| Малокалиберная винтовка лёжа, 50 м                 | Ли Хо Джун КНДР          | Виктор Ауэр США              | Николае Ротару Румыния     |
| Малокалиберная винтовка с трёх позиций, 50 м       | Джон Райтер США          | Лэнни Бэшем США              | Вернер Липпольдт ГДР       |
| Малокалиберная винтовка по движущейся мишени, 50 м | Яков Железняк СССР       | Хельмут Беллингродт Колумбия | Джон Кайнох Великобритания |
| Произвольная винтовка, 300 м                       | Лонес Виггер США         | Борис Мельник СССР           | Лайош Папп Венгрия         |
| Трап                                               | Анджело Скальцоне Италия | Мишель Каррега Франция       | Сильвано Базаньи Италия    |
| Скит                                               | Конрад Вирнхир ФРГ       | Евгений Петров СССР          | Михаэль Буххайм ГДР        |

### Стрельба из лука[28]
| Первенство               | Золото           | Серебро                 | Бронза                    |
| ------------------------ | ---------------- | ----------------------- | ------------------------- |
| Индивидуальное (мужчины) | Джон Уильямс США | Гуннар Йервиль Швеция   | Кьёсти Лаасонен Финляндия |
| Индивидуальное (женщины) | Дорин Уилбер США | Ирена Шидловская Польша | Эмма Гапченко СССР        |

### Тяжёлая атлетика[29]
| Дисциплина   | Золото                  | Серебро                    | Бронза                     |
| ------------ | ----------------------- | -------------------------- | -------------------------- |
| До 52 кг     | Зигмунт Смальцеж Польша | Лайош Сюч Венгрия          | Шандор Хольцрайтер Венгрия |
| До 56 кг     | Имре Фёльди Венгрия     | Мухаммед Насири Иран       | Геннадий Четин СССР        |
| До 60 кг     | Нораир Нурикян Болгария | Дито Шанидзе СССР          | Янош Бенедек Венгрия       |
| До 67,5 кг   | Мухарбий Киржинов СССР  | Младен Кучев Болгария      | Збигнев Качмарек Польша    |
| До 75 кг     | Йордан Биков Болгария   | Мохамед Тарабулси Ливан    | Ансельмо Сильвино Италия   |
| До 82,5 кг   | Лейф Енссен Норвегия    | Норберт Озимек Польша      | Дьёрдь Хорват Венгрия      |
| До 90 кг     | Андон Николов Болгария  | Атанас Шопов Болгария      | Ганс Беттембург Швеция     |
| До 110 кг    | Яан Тальтс СССР         | Александр Крайчев Болгария | Штефан Грюцнер ГДР         |
| Свыше 110 кг | Василий Алексеев СССР   | Рудольф Манг ФРГ           | Герд Бонк ГДР              |

### Фехтование[30]

#### Мужчины
| Дисциплина            | Золото                                                                                                   | Серебро                                                                                          | Бронза                                                                                            |
| --------------------- | --- | ------------------------------------------------------------------------------------------------ | ------------------------------------------------------------------------------------------------- |
| Индивидуальная шпага  | Чаба Феньвеши Венгрия                                                                                    | Жак Ла Дегайери Франция                                                                          | Дьёзё Кульчар Венгрия                                                                             |
| Командная шпага       | Венгрия · Чаба Феньвеши · Шандор Эрдёш · Пал Шмитт · Дьёзё Кульчар · Иштван Острич                       | Швейцария · Ги Эвекоз · Даниэль Гигер · Кристиан Каутер · Петер Лётшер · Франсуа Сюшанеки        | СССР · Виктор Модзолевский · Григорий Крисс · Игорь Валетов · Сергей Парамонов · Георгий Зажицкий |
| Индивидуальная рапира | Витольд Войда Польша                                                                                     | Йенё Камути Венгрия                                                                              | Кристиан Ноэль Франция                                                                            |
| Командная рапира      | Польша · Витольд Войда · Аркадиуш Годель · Ежи Качмарек · Марек Домбровский · Лех Козеёвский             | СССР · Василий Станкович · Виктор Путятин · Леонид Романов · Анатолий Котешев · Владимир Денисов | Франция · Даниэль Ревеню · Жиль Беролатти · Кристиан Ноэль · Жан-Клод Маньян · Бернар Тальвар     |
| Индивидуальная сабля  | Виктор Сидяк СССР                                                                                        | Петер Марот Венгрия                                                                              | Владимир Назлымов СССР                                                                            |
| Командная сабля       | Италия · Микеле Маффей · Чезаре Сальвадори · Роландо Риголи · Марио Альдо Монтано · Марио Туллио Монтано | СССР · Владимир Назлымов · Виктор Сидяк · Эдуард Винокуров · Марк Ракита · Виктор Баженов        | Венгрия · Тамаш Ковач · Петер Баконьи · Тибор Пежа · Петер Марот · Пал Геревич                    |

#### Женщины
| Дисциплина            | Золото                                                                                             | Серебро | Бронза                                                                                           |
| --------------------- | -------------------------------------------------------------------------------------------------- | --- | ------------------------------------------------------------------------------------------------ |
| Индивидуальная рапира | Антонелла Раньо-Лонци Италия                                                                       | Ильдико Фаркашински-Бобиш Венгрия                                                                                          | Галина Горохова СССР                                                                             |
| Командная рапира      | СССР · Александра Забелина · Татьяна Самусенко · Елена Белова · Галина Горохова · Светлана Чиркова | Венгрия · Ильдико Фаркашински-Бобиш · Ильдико Уйлаки-Рейтё · Ильдико Ронай · Мария Солноки · Ильдико Тордаши-Шварценбергер | Румыния · Екатерина Шталь-Енчик · Иляна Дюлай-Дрымбэ · Ольга Сабо-Орбан · Ана Дершидан-Эне-Паску |

### Футбол[31]
| Золото | Серебро | Бронза | Бронза |
| Польша | Венгрия | СССР | ГДР |
| Хуберт Костка Збигнев Гут Ежи Горгонь Зигмунд Анчок Леслав Цьмикевич Зигмунт Мащик Ежи Краска Казимеж Дейна Зигфрид Шолтысик Влодзимеж Любаньский Роберт Гадоха Ришард Шимчак Антоний Шимановский Йоахим Маркс Гжегож Лято Марян Остафиньский Казимеж Кмецик Марян Шея Анджей Яросик Тренер: Казимеж Гурский | Иштван Геци Петер Вепи Миклош Панчич Петер Юхас Лайош Сюч Михай Козма Антал Дунаи Лайош Кю Бела Варади Эде Дунаи Ласло Балинт Лайош Кочиш Кальман Тот Ласло Браникович Йожеф Ковач Чаба Видач Адам Ротермель Тренер: Рудольф Илловский | Геннадий Еврюжихин Реваз Дзодзуашвили Юрий Елисеев Олег Блохин Аркадий Андриасян Оганес Заназанян Владимир Капличный Евгений Ловчев Виктор Колотов Юрий Истомин Анатолий Куксов Владимир Пильгуй Сергей Ольшанский Владимир Онищенко Йожеф Сабо Вячеслав Семёнов Муртаз Хурцилава Евгений Рудаков Андрей Якубик Тренер: Александр Пономарёв | Юрген Крой Манфред Цапф Конрад Вайзе Бернд Бранш Юрген Поммеренке Юрген Шпарвассер Ханс-Юрген Крайше Йоахим Штрайх Вольфганг Зегуин Петер Дукке Франк Ганцера Лотар Курбювайт Эберхард Фогель Аксель Тилль Харальд Ирмшер Ральф Шуленберг Райнхард Хефнер Зигмар Вэтцлих Тренер: Георг Бушнер |

### Хоккей на траве[32]
|         | Золото | Серебро | Бронза |
| Мужчины | ФРГ · Дитер Фрайзе · Карстен Келлер · Петер Трумп · Вольфганг Штрёдтер · Михаэль Краузе · Ульрих Клес · Вольфганг Ротт · Райнер Зайферт · Петер Краус · Эдвард Телен · Вольфганг Баумгарт · Фриц Шмидт · Детлеф Киттштайн · Михаэль Петер · Хорст Дрёзе · Ули Фос · Вернер Кессманн · Эккардт Зуль | Пакистан · Салим Шервани · Мунаваруз Заман · Саид Анвар · Ахтар Расул · Фазалур Рехман · Мудассар Асгхар · Ислахуддин Сиддиквай · Абдул Рашид · Мухаммад Асад Малик · Шахназ Шейх · Ахтарул Ислам · Риаз Ахмед · Ифтихар Ахмед Сиед · Захид Шейх · Джахангир Бутт | Индия · Корнелиус Чарлз · Аджитпал Сингх · Говин Биллимогапаттасвами · Кулвант Сингх · В. Д. Филлипс · Мухбейн Сингх · Хармик Сингх · Ашок Кумар · Вириндер Сингх · Аджит Сингх · Кинду Майкл · Галеш Моллерапувайя · Хархаран Сингх · Аслам Шер Хан · Перумал Кришнамурти · Харбиндер Сингх · Мануэль Фредерик · Паис Вис |